# Kurt Koffka

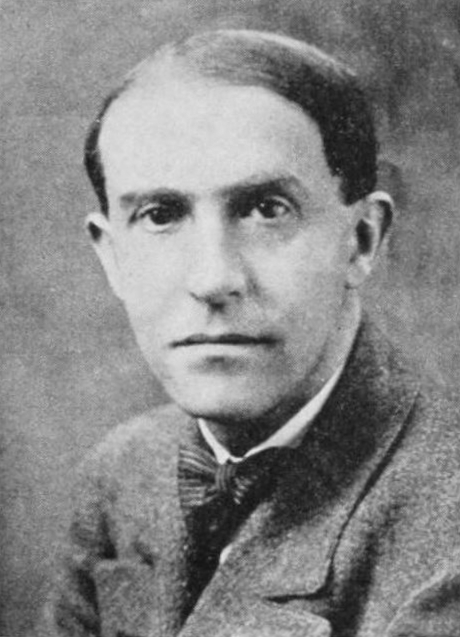
Kurt Koffka omstreeks 1920

Kurt Koffka (Berlijn, 18 maart 1886 – Northampton, 22 november 1941) is vooral bekend door de gestaltpsychologie, die hij samen met Max Wertheimer, Wolfgang Köhler en Kurt Lewin creëerde. Maar toen midden dertiger jaren de bedreigingen voor Joden steeds veelvuldiger werden, verhuisden hij en zijn medeoprichters naar Noord-Amerika om onderzoekslaboratoria in scholen en universiteiten op te richten.
Een van de ideeën van de gestaltpsychologie is dat het zenuwstelsel gepredisponeerd is om op patronen in de externe wereld te reageren volgens bepaalde regels. Enkele principes die hierin vertegenwoordigd zijn, zijn volgens Koffka (en Wertheimer):
1. Nabijheid (elementen die zich dicht bij elkaar bevinden, worden als groepen gezien).
2. Overeenkomstigheid (vormen die op elkaar lijken, worden gezien als één structuur).
3. Geslotenheid (het zien van volledige vormen, ook al zijn deze onderbroken).
4. Goede continuïteit (kruisende lijnen worden als doorgaand beschouwd in de richting met de kleinste hoek).
5. Gezamenlijke beweging (elementen die in dezelfde richting bewegen en met dezelfde snelheid, worden als deel van één object gezien).
6. Goede vorm (beelden worden opgebouwd uit meerdere basisvormen die al bestaan in het perceptiesysteem).

- Bibsys: 90108035
- Biblioteca Nacional de España: XX1332232
- Bibliothèque nationale de France: cb123912040 (data)
- Catàleg d'autoritats de noms i títols de Catalunya: 981058513025106706
- CiNii: DA01259788
- Gemeinsame Normdatei: 124635628
- International Standard Name Identifier: 0000 0000 8377 7245
- Library of Congress Control Number: n80024580
- Nationale Bibliotheek van Letland: 000255204
- Bibliotheek van het Japanse parlement: 00469726
- Nationale Bibliotheek van Tsjechië: nlk20000090699
- Nationale bibliotheek van Australië: 35278233
- Nationale Bibliotheek van Israël: 987007280690405171
- Nationale Bibliotheek van Polen: a0000003666761
- Nederlandse Thesaurus van Auteursnamen: 069865620
- Réseau des bibliothèques de Suisse occidentale: 02-A003464824
- SNAC: w6jt05x7
- Système universitaire de documentation: 033000328
- Trove: 894499
- Virtual International Authority File: 44381543
- WorldCat: E39PBJghtVKQQCYH436DVbTbVC